# Untamed (Fernsehserie)
Untamed ist eine amerikanische Drama-Krimiserie für Netflix, die im Yosemite-Nationalpark spielt und in der Eric Bana, Lily Santiago, Rosemarie DeWitt und Sam Neill mitwirken. Sie wurde am 17. Juli 2025 auf Netflix veröffentlicht. Im Juli 2025 wurde bekannt, dass die Serie um eine zweite Staffel verlängert werden wird.

## Handlung
Im weiten Gebiet des Yosemite-Nationalparks zieht der Tod einer Frau einen Bundesagenten in gesetzloses Terrain, in dem die Natur nur ihren eigenen Regeln folgt.

## Besetzung
| Schauspieler       | Rollenname          | Hauptrolle (Episoden) | Nebenrolle (Episoden) | Synchronsprecher  |
| ------------------ | ------------------- | --------------------- | --------------------- | ----------------- |
| Eric Bana          | Kyle Turner         | 1.01–                 |                       | Benjamin Völz     |
| Sam Neill          | Paul Souter         | 1.01–                 |                       | Wolfgang Condrus  |
| Lily Santiago      | Naya Vasquez        | 1.01–                 |                       | Josephine Schmidt |
| Rosemarie DeWitt   | Jill Bodwin         | 1.01–                 |                       | Gundi Eberhard    |
| William Smillie    | Bruce Milch         | 1.01–                 |                       | Tim Moeseritz     |
| Raoul Max Trujillo | Jay Steward         | 1.01–                 |                       | Björn Landberg    |
| Ezra Wilson        | Caleb Turner        |                       | 1.01–03, 1.05–1.06    | Keanu Peters      |
| Wilson Bethel      | Shane Maguire       | 1.02, 1.04–1.06       |                       | Konrad Bösherz    |
| Josh Randall       | Scott Bodwin        |                       | 1.01–1.02, 1.05–1.06  | Johannes Berenz   |
| Joe Holt           | Lawrence Hamilton   |                       | 1.01, 1.03, 1.05–1.06 | Sven Gerhard      |
| Ezra Franky        | Jane Doe/ Lucy Cook |                       | 1.03–1.05             | Eva-Gina Berkel   |

### Hauptrollen
- Eric Bana als Kyle Turner, ein Spezialagent der Ermittlungsabteilung (ISB) des National Park Service im Yosemite-Nationalpark, der noch immer um den Verlust seines kleinen Sohnes vor sechs Jahren trauert
- Sam Neill als Paul Souter, der leitende Parkranger von Yosemite und Turners Mentor.
- Rosemarie DeWitt als Jill Bodwin, Turners Ex-Frau, Immobilienmaklerin und frühere Volksschullehrerin.
- Lily Santiago als Naya Vasquez, eine neue Rangerin des National Park Service, die aus Los Angeles nach Yosemite gezogen ist und Turner im Fall der mutmaßlich ermordeten Lucy unterstützt.
- Wilson Bethel als Shane Maguire, Wildtierbeauftragter im Yosemite-Nationalpark und ehemaliger Army Ranger.

### Nebenrollen
- William Smillie als Bruce Milch, ein erfahrener Parkranger im Yosemite-Nationalpark.
- Raoul Max Trujillo als Jay Stewart, ein Kollege und indigener Freund von Turner, der Einblicke in lokale Symbole und das kulturelle Erbe gibt.
- Joe Holt als Lawrence Hamilton, der Parkdirektor, der inmitten der Krise besonders auf das öffentliche Image bedacht ist.
- Josh Randall als Scott Bodwin, Jills derzeitiger Ehemann, ein Zahnarzt.
- Ezra Franky als Lucy Cook, das mutmaßliche Mordopfer, zunächst bekannt als Jane Doe, mit einer komplexen Vorgeschichte aus Missbrauch und Verschwinden.
- Nicola Correia-Damude als Esther Avalos, eine Anwältin, die Turner wegen des vor sechs Jahren verschwundenen Sean Sanderson unter Druck setzt.
- Trevor Carroll als Mr. Begay.

## Staffel 1
In der ersten Staffel der Dramaserie, die im eindrucksvollen Setting des Yosemite-Nationalparks spielt, wird National Park Service Agent Kyle Turner mit einem mysteriösen Todesfall konfrontiert, der ihn nicht nur beruflich fordert, sondern auch seine persönliche Vergangenheit aufwühlt. Als die Leiche einer jungen Frau, zunächst nur als „Jane Doe“ bekannt, von El Capitan stürzt, beginnt eine packende Spurensuche zwischen unberührter Natur, alten Geheimnissen und inneren Abgründen.
Turner wird von der jungen Rangerin Naya Vasquez unterstützt, die neu im Park ist und ihre eigene Geschichte mitbringt. Bald wird klar, dass es sich bei dem Opfer um Lucy Cook handelt – ein Mädchen mit indigenen Wurzeln, das bereits Jahre zuvor verschwunden war. Hinweise auf ein Drogennetzwerk, Missbrauch in der Vergangenheit und mysteriöse Symbole führen Turner und Vasquez immer tiefer in ein Netz aus Lügen, Gewalt und verdrängter Schuld.
Parallel dazu wird Turner von seiner eigenen Geschichte verfolgt: dem Tod seines Sohnes Caleb und dem ungeklärten Fall Sean Sanderson. Als sich herausstellt, dass Lucys vermeintlicher Mörder Teil eines kriminellen Netzwerks im Park war, eskaliert die Situation – bis hin zu einem lebensgefährlichen Showdown mit dem undurchsichtigen Wildtiermanager Shane Maguire.
Doch damit endet die Geschichte nicht: Während Turner verletzt überlebt, enthüllen neue Beweise, dass nicht Maguire, sondern eine andere, weitaus schockierendere Figur für Lucys Tod verantwortlich ist – Chief Ranger Paul Souter. In einem dramatischen Finale stellt Turner seinen einstigen Mentor zur Rede. Souter gesteht, Lucy versehentlich erschossen zu haben, als sie ihn wegen ihrer gemeinsamen Vergangenheit erpresste. Statt Verantwortung zu übernehmen, nimmt er sich das Leben.
Die Staffel endet mit einem bittersüßen Abschied: Turner übergibt Vasquez sein Pferd und verlässt den Park – gezeichnet von den Ereignissen, aber endlich bereit, loszulassen. Die erste Staffel verbindet psychologische Tiefe, emotionale Konflikte und einen spannungsgeladenen Krimiplot vor der Kulisse einer majestätischen, aber gnadenlosen Natur.

## Produktion
Die Serie wird von Warner Bros. Television und der Studiofirma John Wells Productions produziert. Die Drehbücher stammen von Mark L. Smith und Elle Smith, die auch gemeinsam als Showrunner und Executive Producer fungieren – neben Eric Bana, der ebenfalls Hauptdarsteller ist, sowie John Wells und Erin Jontow für John Wells Productions, Todd Black und Tony Shaw für Escape Artists Entertainment, Steve Lee Jones für Bee Holder Productions und Cliff Roberts für Syndicate Entertainment.
Sam Neill, Lily Santiago, Rosemarie DeWitt und Wilson Bethel stießen im Juni 2024 zur Besetzung.
Die Dreharbeiten begannen im Juni 2024 in Vancouver, British Columbia. Zu den Drehorten gehörte unter anderem der Chip Kerr Park.

## Resonanz
Untamed belegte in der Woche vom 14. bis 20. Juli den ersten Platz auf der englischsprachigen Netflix-Serienliste und erreichte 24,6 Millionen Aufrufe.
Auch in der darauffolgenden Woche, vom 21. bis 27. Juli, behauptete die Serie den Spitzenplatz erneut – diesmal mit 26,1 Millionen Aufrufen.
Rotten Tomatoes vergibt 80 % Zustimmung bei 51 Kritiken; das Fazit hebt Eric Banas Präsenz und die visuell eindrucksvolle Yosemite-Kulisse hervor.
Metacritic liegt bei einem Score von 62/100 (21 Kritiken) – ein Hinweis auf gemischte bis durchschnittliche Bewertungen.